# Salerno Editrice
Salerno Editrice è una casa editrice con sede in Roma, attiva dal 1972 e specializzata in proposte editoriali nel campo della letteratura, critica e filologia, filosofia, storia, saggistica, arte, musica, teatro e spettacolo, con produzioni orientate alla fruizione di un pubblico principalmente universitario. Direttore editoriale e presidente del consiglio d'amministrazione è Enrico Malato, professore emerito di letteratura italiana all'Università Federico II di Napoli.

## Edizioni di fonti letterarie
L'attività si è inizialmente incentrata sull'edizione di fonti della letteratura italiana, in settori scelti tra quelli in cui l'offerta editoriale era assente, incompleta o lacunosa: è il caso, ad esempio, della serie I novellieri italiani, incentrata sui testi della novellistica d'autore italiana dal Duecento al Novecento: si è trattato della collana inaugurale, concepita in un'area solo parzialmente coperta da analoghe iniziative settecentesche e ottocentesche.
L'offerta di repertori di fonti si è poi ampliata attraverso le opere nelle collane editoriali «Testi e documenti di letteratura e di lingua» e «Documenti di poesia», o con la pubblicazione di testi fuori collana; negli ultimi anni la casa editrice ha ampliato notevolmente il proprio catalogo in direzione dantesca: oltre a pubblicare i volumi dell'Edizione nazionale dei commenti della Divina Commedia e una rivista specialistica di studi danteschi, la Salerno ha in corso di pubblicazione una monumentale edizione commentata delle opere. Accanto all'edizione critica di testi, la Salerno ha un ricco catalogo di saggi critici: nella collana Studi e saggi hanno pubblicato, fra gli altri, autori come Lucia Battaglia Ricci (Ragionare nel giardino. Boccaccio e i cicli pittorici del 'Trionfo della morte'), Giovanni Aquilecchia (Nuove schede di italianistica), Lanfranco Caretti (Antichi e moderni. Seconda serie), Giorgio Fulco (La "meravigliosa passione". Studi sul Barocco tra letteratura e arte), Claudio Gigante (Esperienze di filologia cinquecentesca. Salviati, Mazzoni, Trissino, Costo, il Bargeo, Tasso), Giancarlo Mazzacurati (L'albero dell'Eden. Dante tra mito e storia); la collana Sestante propone invece monografie critiche degli autori maggiori della tradizione italiana (tra i titoli più notevoli il Petrarca di Marco Ariani, il Boccaccio di Lucia Battaglia Ricci, l'Ariosto di Giulio Ferroni, il Tasso di Claudio Gigante, il Marino di Emilio Russo, l'Alfieri di Arnaldo Di Benedetto, il Nievo di Giovanni Maffei).
In collane d'arte, o fuori collana, vi sono poi edizioni in fac-simile di opere miniate, come il Codex Purpureus Rossanensis (ISBN 978-88-85026-69-8), il Tacuinum sanitatis in medicina (ISBN 978-88-85026-77-3), l'Apocalisse di Bamberga (ISBN 978-88-8402-375-9) o la Bibbia dei Crociati (ISBN 978-88-8402-258-5).

## Grandi opere
Un'altra parte consistente della produzione editoriale è articolata sulle linee tematiche delle Grandi opere, in più volumi. Tra quelle completate, o in via di completamento, vi sono le seguenti:
- Lo spazio letterario di Roma antica
- Lo spazio letterario della Grecia antica
- Lo spazio letterario del Medioevo
- Storia della letteratura italiana
- Storia d'Europa e del Mediterraneo.
- Ateneo di Naucrati - I deipnosofisti. I dotti a banchetto, a cura di Luciano Canfora, in 4 tomi, edizione di lusso su carta speciale, con tiratura limitata a 399 esemplari numerati ISBN 978-88-8402-363-6

## Altre collane
Alle produzioni più corpose si sono aggiunti, nel tempo, una serie di volumi all'interno di collane editoriali come Periscopio, Piccoli saggi e Faville, il cui formato più agile è destinato a soddisfare le esigenze di una platea più ampia.

## Pubblicazioni periodiche
La Salerno Editrice pubblica, con periodicità annuale, la «Bibliografia Generale della Lingua e della Letteratura Italiana» (BiGLI), che aggiorna ogni anno le novità bibliografiche riguardanti gli studi di italianistica nel mondo e le riviste "Filologia e Critica" e "Medioevo romanzo", che accolgono i contributi dei più noti filologi italiani.